# Michel Bénard
Michel Bénard (né en 1713) fut conseiller du Conseil souverain de la Nouvelle-France. 
De 1736 à 1748, Bénard fut le premier secrétaire à l'Intendant (Nouvelle-France), Gilles Hocquart. En 1757, il fut nommé conseiller régulier du conseil souverain, une position qu'il tint jusqu'à la Conquête.